# Ruhr
Ruhr er 221 km lang højre biflod til en af Tysklands største og vigtigste floder, Rhinen. Den løber igennem Europas største industri- og Tysklands største beboelseområde, Ruhr-distriktet, som den også har lagt navn til.
under 2 verdenskrig prøvede tyskerne at bruge den som en defensiv linje.
51°12′49″N 8°33′30″Ø / 51.2136°N 8.5583°Ø